# Косгрейв, Лиам
Лиам Косгрейв (англ. Liam Cosgrave; 13 апреля 1920, Дублин, Ирландия, Великобритания — 4 октября 2017, Дублин, Ирландия) — ирландский политик, премьер-министр Ирландии в 1973—1977 годах. Лидер партии Фине Гэл в 1965—1977 годах. Депутат Дойл Эрян, нижней палаты Парламента Ирландии с 1943 по 1981 год. Родился в Дублине, его отец Уильям Косгрейв, был первым Председателем Исполнительного совета Ирландского Свободного государства. После получения квалификации барристера, адвоката высшего ранга, который имеет право вести дела в суде, он решил посвятить себя политической карьере. Лиам Косгрейв был избран в Дойл Эрян на всеобщих выборах в 1943 году и был в оппозиции Правительству вместе со своим отцом.
Косгрейв в 1948 году стал Парламентским секретарем Джона Костелло, который возглавил впервые сформированное коалиционное правительство. В 1954 году был назначен Министром иностранных дел. Триумфом его трехлетнего пребывания на посту главы МИД было успешное вступление Ирландии в ООН. В 1965 году Косгрейв был единодушно избран своими коллегами в качестве лидера Фине Гэл, сменив на посту Джеймса Диллона. На всеобщих выборах в 1969 году проиграл Джеку Линчу, но в 1973 году одержал победу и стал Премьер-министром Ирландии, образовав правительство Фине Гэл с Лейбористской партией.

## Детство
С детства Лиам Косгрейв проявлял живой интерес к политике, обсуждая различные политические вопросы со своим отцом, что в конечном счете повлияло на его вступление в Фине Гэл в возрасте 17 лет, в том же году он впервые выступил на общественной встрече. Косгрейв получил образование в Каслнок колледже и Кингс-инн. Он изучал право и был приглашен для работы в Совет адвокатов Ирландии в 1943 году. К удивлению его семьи, Лиам решил добиваться избрания в Палату представителей Парламента Ирландии на всеобщих выборов в 1943 году и одержав победу был избран в качестве депутата (на ирл. Тахте Дойле) от Дублина в возрасте 23 лет.

## Политическая карьера

### Министр
Первое коалиционное правительство созданное Джоном Костелло, которое состояло из Фине Гэл, Лейбористской партии, Национальной лейбористской партии, Партии «Дети Республики», Национальной аграрной партии и нескольких независимых депутатов, рухнуло в 1951 году. Это позволило Косгрейву в возрасте 34 лет войти во второе коалиционное правительство и получить портфель Министра иностранных дел. В качестве министра он участвовал в обсуждениях по вопросам торговли, а также в 1955 году был Председателем Комитета министров Совета Европы и в этом же году под его руководством Ирландия была принята в ООН.

## Смерть
Умер 4 октября 2017 года в Дублине в возрасте 97 лет от естественных причин. Косгрейв до своей смерти в течение несколько месяцев находился в больнице Таллахта.

## Факты
- Старейший премьер-министр в истории Республики Ирландия.
- В последние годы жизни был одним из старейших живущих бывших руководителей государств.